# Kanton Puyango
Der Kanton Puyango befindet sich in der Provinz Loja im äußersten Süden von Ecuador. Er besitzt eine Fläche von 637,9 km². Im Jahr 2020 lag die Einwohnerzahl schätzungsweise bei 15.900. Verwaltungssitz des Kantons ist die Kleinstadt Alamor. Der Kanton wurde im Jahr 1947 gegründet.

## Lage
Der Kanton Puyango befindet sich im Nordwesten der Provinz Loja und grenzt im Nordwesten an Peru. Der Kanton erstreckt sich über die Buschlandzone von Tumbes (Matorral tumbesino). Entlang der nördlichen Kantonsgrenze fließt der Río Puyango in Richtung Westsüdwest. Der Río Tamine verläuft entlang der östlichen Kantonsgrenze. Der Río Alamor und die Quebrada de Conventos bilden die südliche und westliche Kantonsgrenze. Der tiefste Punkt im Kanton liegt an der Einmündung der Quebrada de Conventos in den Río Puyango im äußersten Westen auf einer Höhe von etwa 203 m. Im äußersten Südosten erreicht der Kanton am Nordhang des Huachaurco eine maximale Höhe von etwa 3000 m. Die Fernstraße E25 (peruanische Grenze südwestlich von Zapotillo–Arenillas) durchquert den Kanton in Nord-Süd-Richtung. Nahe Alamor zweigt die E68 nach Südosten ab und führt über Celica zur E35 (Macará–Loja). Im Norden des Kantons entlang dem Flusslauf des Río Puyango erstreckt sich das Schutzgebiet Bosque Petrificado Puyango.
Der Kanton Puyango grenzt im Nordosten an Peru, im zentralen Norden an den Kanton Las Lajas der Provinz El Oro, im Osten an den Kanton Paltas, im Süden an die Kantone Celica, Pindal und Zapotillo.

## Verwaltungsgliederung
Der Kanton Puyango ist in die Parroquia urbana („städtisches Kirchspiel“)
- Alamor

sowie in die Parroquias rurales („ländliches Kirchspiel“)
- Ciano
- El Arenal
- El Limo
- Mercadillo
- Vicentino

gegliedert.